# Diocesi di Mossoró
La diocesi di Mossoró (in latino: Dioecesis Mossorensis) è una sede della Chiesa cattolica in Brasile suffraganea dell'arcidiocesi di Natal. Nel 2021 contava 664.100 battezzati su 830.160 abitanti. È retta dal vescovo Francisco de Sales Alencar Batista, O. Carm.

## Territorio
La diocesi comprende 55 comuni nella parte occidentale dello stato brasiliano del Rio Grande do Norte: Água Nova, Alexandria, Almino Afonso, Antônio Martins, Apodi, Açu, Baraúna, Campo Grande, Caraúbas, Carnaubais, Coronel João Pessoa, Doutor Severiano, Encanto, Felipe Guerra, Francisco Dantas, Frutuoso Gomes, Governador Dix-Sept Rosado, Grossos, Itaú, Janduís, João Dias, José da Penha, Lucrécia, Luís Gomes, Major Sales, Marcelino Vieira, Martins, Messias Targino, Mossoró, Olho-d'Água do Borges, Paraná, Paraú, Patu, Pau dos Ferros, Pilões, Portalegre, Porto do Mangue, Rafael Fernandes, Rafael Godeiro, Riacho da Cruz, Riacho de Santana, Rodolfo Fernandes, São Francisco do Oeste, São Miguel, Serra do Mel, Serrinha dos Pintos, Severiano Melo, Taboleiro Grande, Tenente Ananias, Tibau, Triunfo Potiguar, Umarizal, Upanema, Venha-Ver, Viçosa.
Sede vescovile è la città di Mossoró, dove si trova la cattedrale di Santa Lucia.
Il territorio si estende su 18.832 km² ed è suddiviso in 39 parrocchie, raggruppate in 5 zone pastorali.

## Storia
La diocesi è stata eretta il 28 luglio 1934 con la bolla Pro Ecclesiarum omnium di papa Pio XI, ricavandone il territorio dalla diocesi di Natal (oggi arcidiocesi).
Originariamente suffraganea dell'arcidiocesi della Paraíba, il 16 febbraio 1952 è entrata a far parte della provincia ecclesiastica dell'arcidiocesi di Natal.
Con la lettera apostolica Quam congrue dell'11 ottobre 1984, papa Giovanni Paolo II ha dichiarato Santa Lucia, vergine e martire, patrona della diocesi.

## Cronotassi dei vescovi
Si omettono i periodi di sede vacante non superiori ai 2 anni o non storicamente accertati.
- Jaime de Barros Câmara † (19 dicembre 1935 - 15 settembre 1941 nominato arcivescovo di Belém do Pará)
- João Batista Portocarrero Costa † (31 luglio 1943 - 3 luglio 1953 nominato arcivescovo coadiutore di Olinda e Recife[1])
- Elizeu Simões Mendes † (19 settembre 1953 - 17 ottobre 1959 nominato vescovo di Campo Mourão)
- Gentil Diniz Barreto † (11 giugno 1960 - 14 marzo 1984 dimesso)
- José Freire de Oliveira Neto † (14 marzo 1984 succeduto - 15 giugno 2004 ritirato)
- Mariano Manzana (15 giugno 2004 - 18 novembre 2023 ritirato)
- Francisco de Sales Alencar Batista, O. Carm., dal 18 novembre 2023

## Statistiche
La diocesi nel 2021 su una popolazione di 830.160 persone contava 664.100 battezzati, corrispondenti all'80,0% del totale.
| anno | popolazione | popolazione | popolazione | presbiteri | presbiteri | presbiteri | presbiteri                | diaconi | religiosi | religiosi | parrocchie |
| anno | battezzati  | totale      | %           | numero     | secolari   | regolari   | battezzati per presbitero | diaconi | uomini    | donne     | parrocchie |
| ---- | ----------- | ----------- | ----------- | ---------- | ---------- | ---------- | ------------------------- | ------- | --------- | --------- | ---------- |
| 1950 | 350.000     | 400.000     | 87,5        | 33         | 13         | 20         | 10.606                    |         | 20        | 43        | 16         |
| 1966 | 330.000     | 380.000     | 86,8        | 35         | 28         | 7          | 9.428                     |         | 7         | 38        | 18         |
| 1968 | 286.000     | 356.708     | 80,2        | 34         | 26         | 8          | 8.411                     |         | 8         | 62        | 18         |
| 1976 | 421.360     | 482.670     | 87,3        | 33         | 19         | 14         | 12.768                    |         | 14        | 50        | 21         |
| 1980 | 435.089     | 555.089     | 78,4        | 25         | 11         | 14         | 17.403                    |         | 16        | 50        | 21         |
| 1990 | 651.000     | 685.000     | 95,0        | 30         | 18         | 12         | 21.700                    |         | 16        | 68        | 20         |
| 1999 | 751.000     | 780.000     | 96,3        | 36         | 27         | 9          | 20.861                    |         | 12        | 65        | 20         |
| 2000 | 760.000     | 790.000     | 96,2        | 36         | 27         | 9          | 21.111                    |         | 12        | 44        | 20         |
| 2001 | 768.000     | 798.000     | 96,2        | 36         | 25         | 11         | 21.333                    |         | 14        | 68        | 20         |
| 2002 | 778.000     | 809.000     | 96,2        | 36         | 25         | 11         | 21.611                    |         | 13        | 59        | 20         |
| 2003 | 793.000     | 825.000     | 96,1        | 37         | 26         | 11         | 21.432                    |         | 13        | 50        | 20         |
| 2004 | 793.000     | 825.000     | 96,1        | 37         | 26         | 11         | 21.432                    |         | 13        | 60        | 20         |
| 2013 | 889.000     | 924.000     | 96,2        | 56         | 44         | 12         | 15.875                    |         | 14        | 65        | 32         |
| 2016 | 682.000     | 812.625     | 83,9        | 58         | 45         | 13         | 11.758                    | 3       | 19        | 69        | 32         |
| 2019 | 654.000     | 817.826     | 80,0        | 57         | 45         | 12         | 11.473                    | 3       | 14        | 58        | 38         |
| 2021 | 664.100     | 830.160     | 80,0        | 57         | 57         |            | 11.650                    | 7       | 2         | 66        | 39         |